# Juan Vargas Cortés
Juan Vargas, escultor español, de etnia gitana, nacido en Málaga el 24 de junio de 1900 y fallecido en Mijas (Málaga) el 21 de noviembre de 1980.

## Biografía

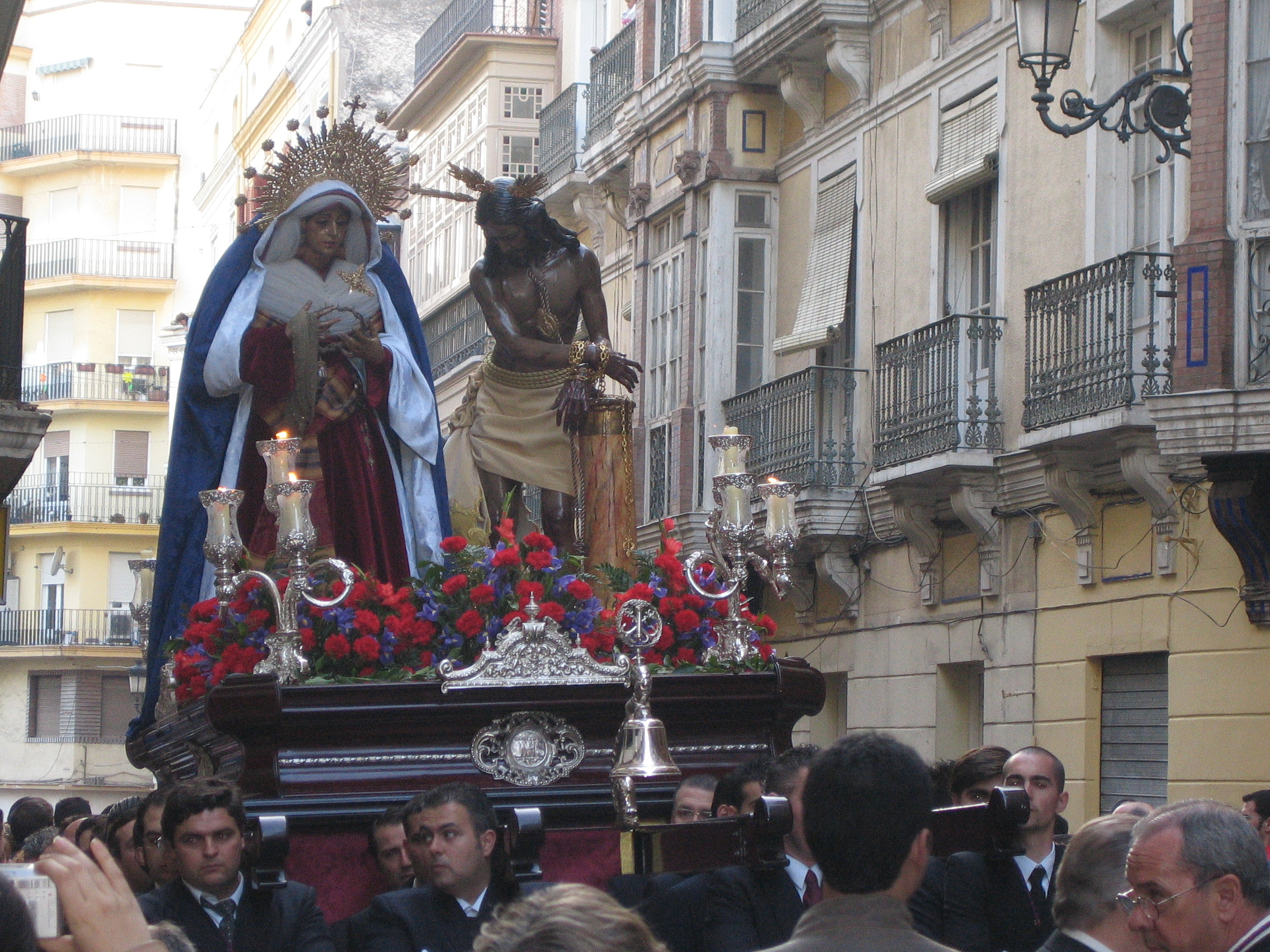
Traslado de la Cofradía de Los Gitanos.

Juan Vargas Cortés nació en Málaga el 24 de junio de 1900, en el número 2 de la perchelera calle La Puente. Se conoce poco de la infancia de Juan Vargas, pero es de suponer que no se diferenciara de los demás niños de raza calé. Pero a diferencia del resto, fue a la escuela, al abandonar el nomadismo.
En 1916 se casó con una gitana de Écija, llamada Amalia Jiménez Santiago, y tras dejar Málaga, vivió sucesivamente en Casariche, La Roda de Andalucía y Puente Genil. Se relacionó con el círculo de Luis Torreblanca y Francisco Palma García, empezó a recibir clases y a trabajar en el taller de este último. Trabajo por el que cobraba un duro diario, mientras que por la noche asistía como alumno a la Escuela de Artes y Oficios de Málaga.
En 1928, Juan Vargas ganó una pensión de escultura del Ayuntamiento, dotada con cinco pesetas diarias. Se trasladó con su familia a Madrid, donde trabajó en el taller de Julio Vicent, después pasó a trabajar en los Talleres de Félix Granda, donde recibió clases de José Capuz, que le permiten perfeccionar su técnica escultórica.
En 1933 se trasladó a Casablanca, y es entonces, cuando recibió el encargo de realizar una nueva imagen de Nuestro Padre Jesús de la Columna para la cofradía de Los Gitanos (Málaga), hermandad vinculada a los gitanos debido a la relación de la hermandad con el gremio de los herreros en el siglo XVII. Así Juan Vargas pasó a ser el primer gitano que talló una imagen de pasión para la Semana Santa de Málaga. Recibió por el encargo 1 500 pesetas.
En 1950 fue nombrado profesor de la Escuela de Artes y Oficios de Málaga. Se trasladó a París en 1962. En 1966 regresó a Málaga hasta que, el 21 de noviembre de 1980, falleció en la casa de su primogénito en Mijas-Costa.

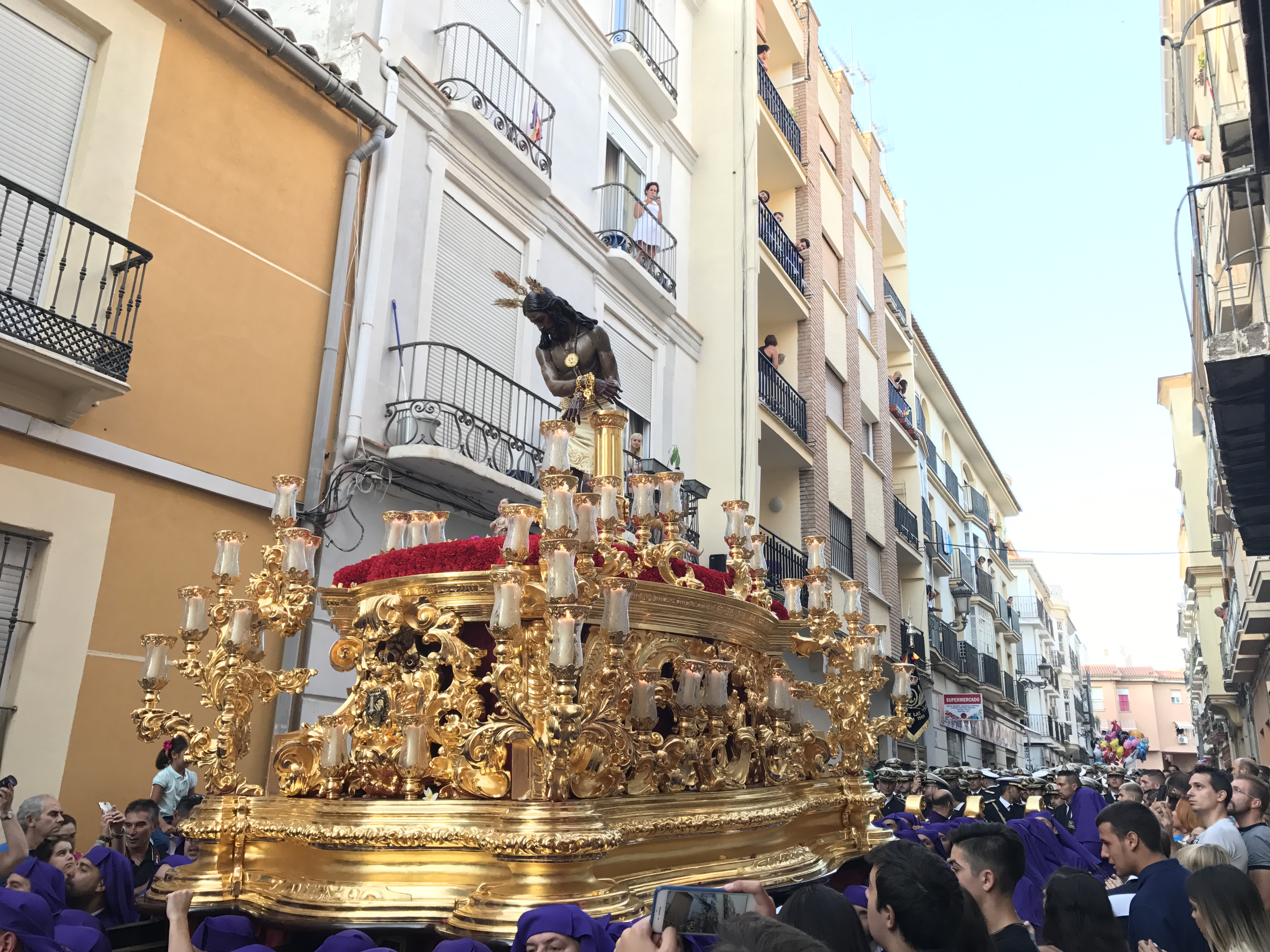
Nuestro Padre Jesús de la Columna realizada en 1942 para la Hermandad de Gitanos (Málaga)

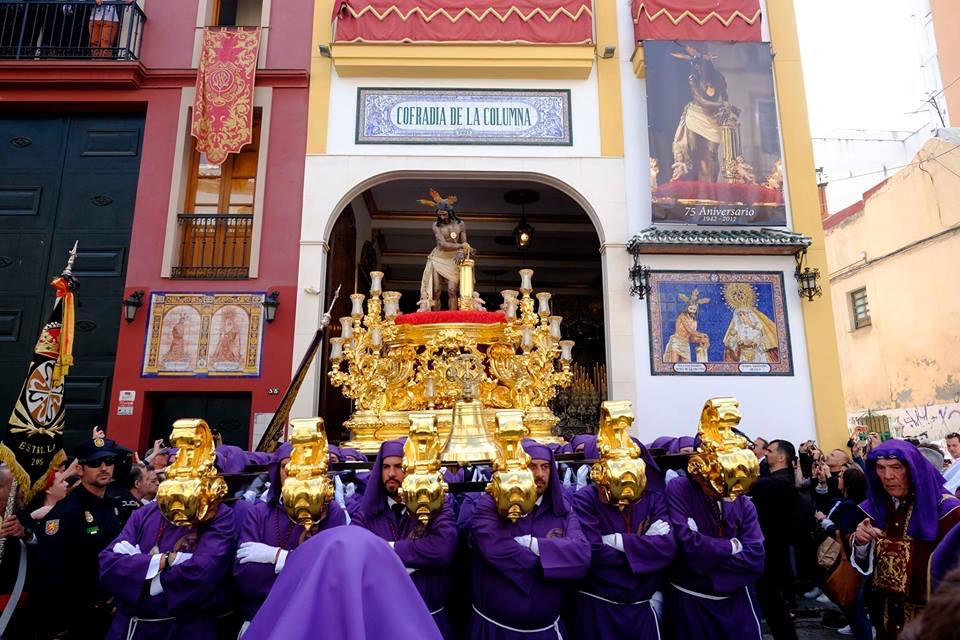
Jesús de la Columna, titular de la Hermandad de los Gitanos.